# 이재경 (성우)
이재경은 대한민국의 성우이다. 1983년 CBS에 입사했으며, CBS 13기이다. 기독교방송 성우극회 소속이다.
한국과 LA에서 실사강사로 활동하다가 최근엔 법무사가 되었다고 한다.

## 주요 출연작품

### 애니메이션
- 초롱이의 옛날여행(KBS) - 초롱이
- 폭렬헌터(투니버스) - 쇼콜라 미스
- 꾸러기 마녀 노노(투니버스)  - 쟝 루브랑

### 외화
- 사랑의 만화경 (SBS)

### 방송
- 주병진 나이트쇼(MBC) - 1995년 7월 14일 11회 출연

### 라디오
- CBS 청소년 라디오 드라마 '우등생을 발길' - 어머니

### 녹음
- 012, 015 삐삐 안내음성
- 011 ,017, 019 휴대폰 안내 녹음

### 기타
- 세계명작동화 (웅진닷컴)
- 코미디언 고영수와 생방송 CBS 퀴즈 830 진행
- CBS 양희은의 정보시대 리포트로 각계각층 인터뷰
- CBS 시사 프로그램 연못골 산책 진행
- 클래식 음악프로그램 DJ
- 전속 성우 시절 남자 아역 단골 출연
- 다수의 동화, 어린이 영어 교재, 라디오 드라마, 외화, 국내영화, 홍보물 녹음